# Штерн, Вильям
Уи́льям Лью́ис Штерн (англ. William Lewis Stern; 29 апреля 1871, Берлин — 27 марта 1938, Дарем) — немецкий психолог и философ, считается одним из первых, кто ввел понятие дифференциальной психологии и психологии личности. Кроме того, оказал большое влияние на зарождающуюся детскую психологию. Создатель концепции интеллектуального коэффициента, которая позднее легла в основу известного теста IQ Альфреда Бине. Отец немецкого писателя и философа Гюнтера Андерса. Штерн изобрёл вариатор тона (1897), что позволило существенно расширить возможности изучения звукового восприятия человека.

## Биография
Уильям Штерн родился в Берлине. Он был внуком Сигизмунда Штерна (1812—1867), педагога и одного из основателей реформистской иудейской общины в Берлине.
Изучал философию и психологию в Берлинском университете и в 1893 году получил степень доктора философии.
Преподавал в Университете Бреслау (1897—1916). В 1916 году был назначен профессором психологии Гамбургского университета, где работал до 1933 года, одновременно будучи директором Психологического института при университете. После прихода нацистов к власти эмигрировал сначала в Нидерланды, затем (1934) — в США, где стал профессором в университете Дьюка, оставаясь в этой должности вплоть до своей смерти.

## Вклад в науку
Учёный считается одним из основателей прикладной психологии, современной детской психологии и психологии развития. Известны его работы в области дифференциальной психологии. В труде «Монографии к душевному развитию ребёнка» (2 тома, 1928—1931) проанализированы наблюдения Штерна и его жены Клары за собственными детьми — в свете уже существующих теорий о психическом развитии ребёнка. Особое внимание уделялось речевому развитию; полученные данные легли в основу проводимых Штерном исследований одарённости и интеллекта.
Штерн выяснил, что скорость развития и интеллект ребёнка существенно влияют на его отношения с другими детьми. Кроме того, он исследовал детские фантазии и степень правдоподобия свидетельских показаний ребёнка при расследованиях и на суде (Forensische Psychologie).
Штерн занимался не только психологическими исследованиями; он также был философом, сторонником персонализма.